# Полан, Жан
Жан Пола́н (фр. Jean Paulhan, 2 декабря 1884, Ним — 9 октября 1968, Париж) — французский писатель, эссеист, издатель. Член Французской Академии (1963)

## Биография
Преподавал литературу и гимнастику в лицее на Мадагаскаре (1907—1910), затем учился в Школе восточных языков в Париже. Участвовал в Первой мировой войне, был ранен в 1914 году. После войны сблизился с сюрреалистами, в 1920 году стал секретарем редакции La Nouvelle Revue française, а потом главным редактором этого авторитетного издания в 1925—1940, 1946—1968, во многом формируя литературную политику страны. В журнале, наряду со многими другими, печатались:
- Поль Валери
- Федерико Гарсиа Лорка
- Робер Деснос
- Пьер Дриё ла Рошель
- Андре Жид
- Жан Жироду
- Поль Клодель
- Валери Ларбо
- Роже Мартен дю Гар
- Франсуа Мориак
- Дени де Ружмон
- Сен-Жон Перс
- Жюль Сюпервьель
- Леон-Поль Фарг

Во время Второй мировой войны Полан был в подполье. После войны, среди прочего, отстаивал литературное творчество писателей-коллаборационистов, публиковал произведения Селина.

## Творчество
Писал прозу, но наиболее известен книгами эссе о литературе и языке «Цветы Тарба, или Террор в литературе» (1941), «Ключ к поэзии» (1944), эссе об искусстве и друзьях-художниках (Брак и др.). Огромный интерес имеет обширнейшая переписка Полана с большинством[сколько?] [какими?] крупных писателей Франции XX века.

## Признание
Член Французской Академии (1963), великий офицер ордена Почётного легиона, удостоен Военного креста за участие в Первой мировой войне, Медали участника Сопротивления.

## Публикации на русском языке
- Неторопливые постижения любви, дополненные Лали. Москва: Весть; ВИМО, 1998
- Тарбские цветы или террор в изящной словесности. СПб.: Наука РАН, 2000